# Dio, come ti amo
Dio, come ti amo – utwór włoskiego wokalisty Domenico Modugno, napisany przez niego samego, nagrany i wydany w 1966 roku. W nagraniu piosenki towarzyszyła artyście orkiestra Giulio Libana, którego dyrygentką była Nora Orlandi.
Singiel wygrał 16. Festiwal Piosenki Włoskiej w San Remo w 1966 roku, podczas którego zaśpiewali go Gigliola Cinquetti oraz Modugno. Wokalista reprezentował z utworem Włochy podczas finału 11. Konkursu Piosenki Eurowizji w tym samym roku. Podczas koncertu finałowego, który odbył się 5 marca w Villa Louvigny w Luksemburgu, utwór został zaprezentowany jako czternasty w kolejności i ostatecznie nie zdobył żadnego punktu, plasując się na ostatnim, siedemnastym miejscu finałowej klasyfikacji, razem z piosenką „Bien plus fort”, wykonaną przez reprezentantkę Terezę Kesoviją. Dyrygentem orkiestry podczas występu wokalisty był Angelo Giacomazzi.
Oprócz włoskojęzycznej wersji utworu, Modugno nagrał także ten numer w języku niemieckim („Ich lieb' dich immer mehr”), hiszpańskim („Dios mío, como te quiero”) i angielskim („Oh, How Much I Love You”). Na stronie B winylowego wydania singla znalazła się druga piosenka artysty – „Io di più”.